# Língua icuerré
Icuerré (em icuerré: Ikwerre) é uma língua nigero-congolesa, do subgrupo atlântico-congolês, volta-níger, iboide. É falada na Nigéria por mais de 200 000 pessoas (estimativas de 1973), distribuídas nas áreas de Icuerré, Porto Harcourt e Obio-Acpor, no estado de Rios, e na área de Ohaji-Egbema, no estado de Imo.